# Trachycephalus hadroceps
Trachycephalus hadroceps är en groddjursart som först beskrevs av William Edward Duellman och Marinus S. Hoogmoed 1992.  Trachycephalus hadroceps ingår i släktet Trachycephalus och familjen lövgrodor. IUCN kategoriserar arten globalt som livskraftig. Inga underarter finns listade i Catalogue of Life.